# Comuna Hirnîkî, Ratne
Hirnîkî (în ucraineană Гірники) este o comună în raionul Ratne, regiunea Volînia, Ucraina, formată din satele Brodî, Hirnîkî (reședința) și Silțe.

## Demografie
Componența lingvistică a satului Hirnîkî
     Ucraineană (99,62%)
     Alte limbi (0,39%)
Conform recensământului din 2001, majoritatea populației satului Hirnîkî era vorbitoare de ucraineană (99,62%), existând în minoritate și vorbitori de alte limbi.